# コナラ
コナラ（小楢、学名: Quercus serrata）はブナ目ブナ科コナラ属の落葉高木である。別名で、ハハソ、ナラともよばれる。

## 名称
ナラの由来はよくわかっていない。都があった奈良に多い木だったからとも、風で葉が揺れて「鳴らす」ところからきたとも言われる。
和名コナラの由来は、もう一つの日本の主要なナラであるミズナラの別名であるオオナラ（大楢）と比較して、葉とドングリが小さめで「小楢」の意味で名づけられた。別名ホウソ、ナラ。
種小名 serrata は「鋸歯のある」という意味で、恐らく葉の形態に因む。

## 形態
落葉広葉樹の高木。高さは15 - 20メートル (m) 、幹径は60センチメートル (cm) になる。里山などで薪炭用に伐採された個体は、数本の株立ちになるものも多い。樹皮は灰黒色から暗灰褐色、黒褐色で、縦に深い裂け目が入る。一年枝は細くて無毛かときに毛が残り、皮目が多く、1か所から数本出ることがある。
葉は長さ1 cmほどの短い葉柄がついて互生し、長さ5 - 15 cmの倒卵形から倒卵状長楕円形で先は尖り、葉縁に鋸歯がある。葉の裏面は灰白色の毛がある。芽吹きの葉は銀白色の毛が多い。葉柄は長さ1 cm前後。秋には紅葉し、はじめ黄色、しだいに黄褐色や橙色に色づき、寒冷地や若木では赤茶色に染まるものもある。落ち葉はすぐに褐色に変わる。
花期は春から晩春（4 - 5月ごろ）で、若葉が広がると同時に黄褐色の花が咲き、雄花は長さ6 - 9 cmの雄花序となって尾状に垂れ下がる。雌花は上部の葉腋につく。
果期は10 - 11月で、果実は長さ15 - 20ミリメートル (mm) の楕円形のドングリが、同年秋に熟す。ブナ科にはクヌギやウラジロガシのように開花の翌年に熟すタイプもある。ドングリの殻斗（いわゆる「皿」、「ワン」、「帽子」などと呼ばれる部分）は鱗状になる。この部分の形は種によって異なり、古くは分類にも使われた。針状になるクリ属（シイ属、マテバシイ属にも海外産のものを中心に見られる）、環状の模様が出るカシ類などがある。後述のように近年遺伝子レベルでの系統分析によりこの分類は否定されつつある、
冬芽は濃赤褐色の卵形で多くの芽鱗に包まれ、枝に側芽が互生し、枝先には頂芽のほか複数の頂生側芽がつく。葉痕は半円形で、維管束痕が小さく散らばったように多数みられる。葉痕の両脇には托葉痕がある。
落葉樹だが、秋に葉が枯れた時点では葉柄の付け根に離層が形成されないため葉が落ちず、いつまでも茶色の樹冠を見せる。春に新葉が展開する頃に枯れた葉の基部の組織で離層が形成され、落葉が起きる。
発芽は地下性（英:hypogeal germination）で子葉は地中に残したまま本葉が地上に出てくる。このタイプの子葉は栄養分の貯蔵と吸出しに特化し、最初に根を伸長させ、次に本葉を展開させ自身は地中で枯死する。
ブナ科の堅果の内部には子葉の他に未発達の胚珠の干からびたものが5つ入っている。この5つがどこの位置にあるのかは、種によって一部異なり、ブナ科内での分類にも使用されている。

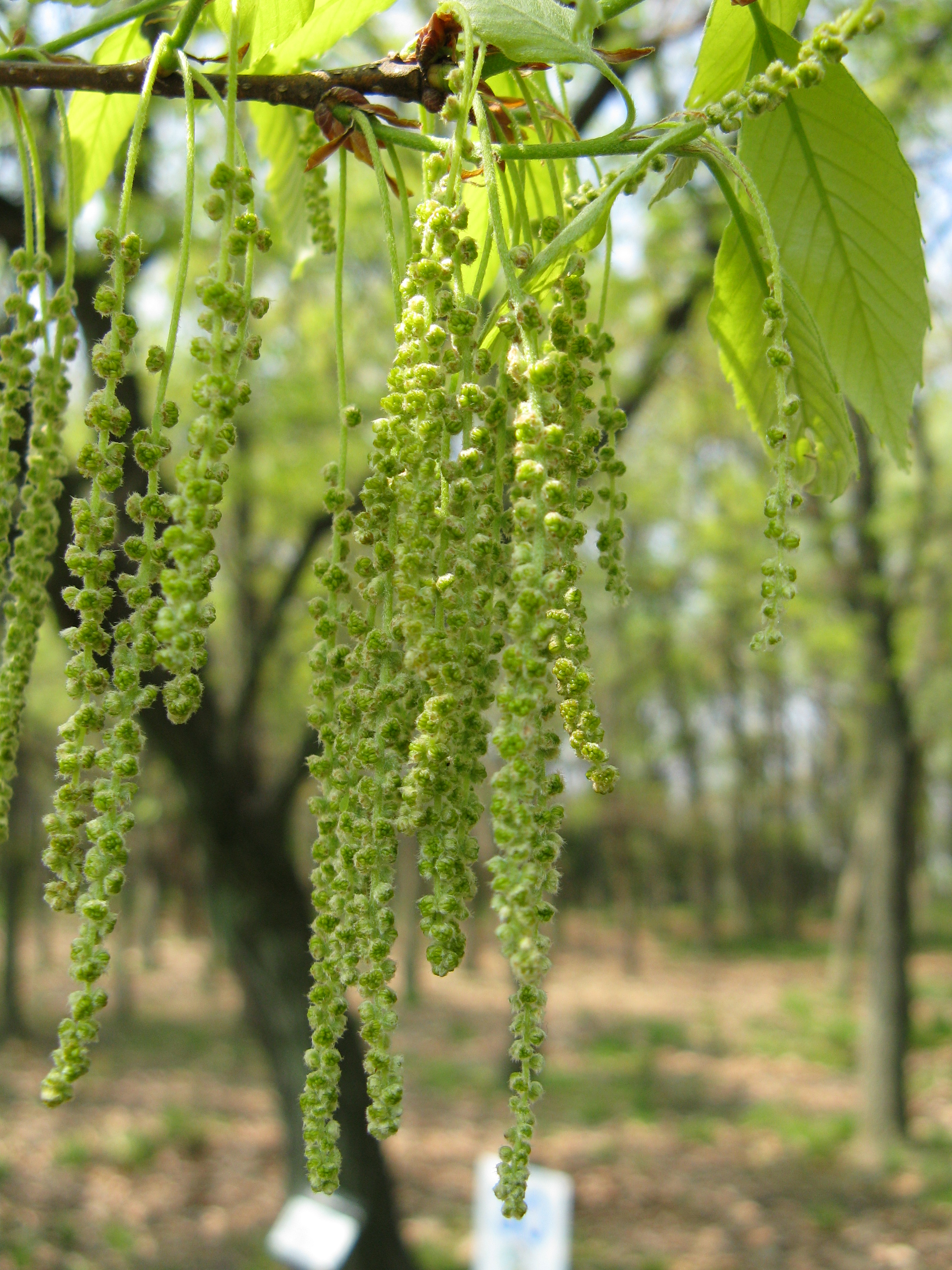
雄花
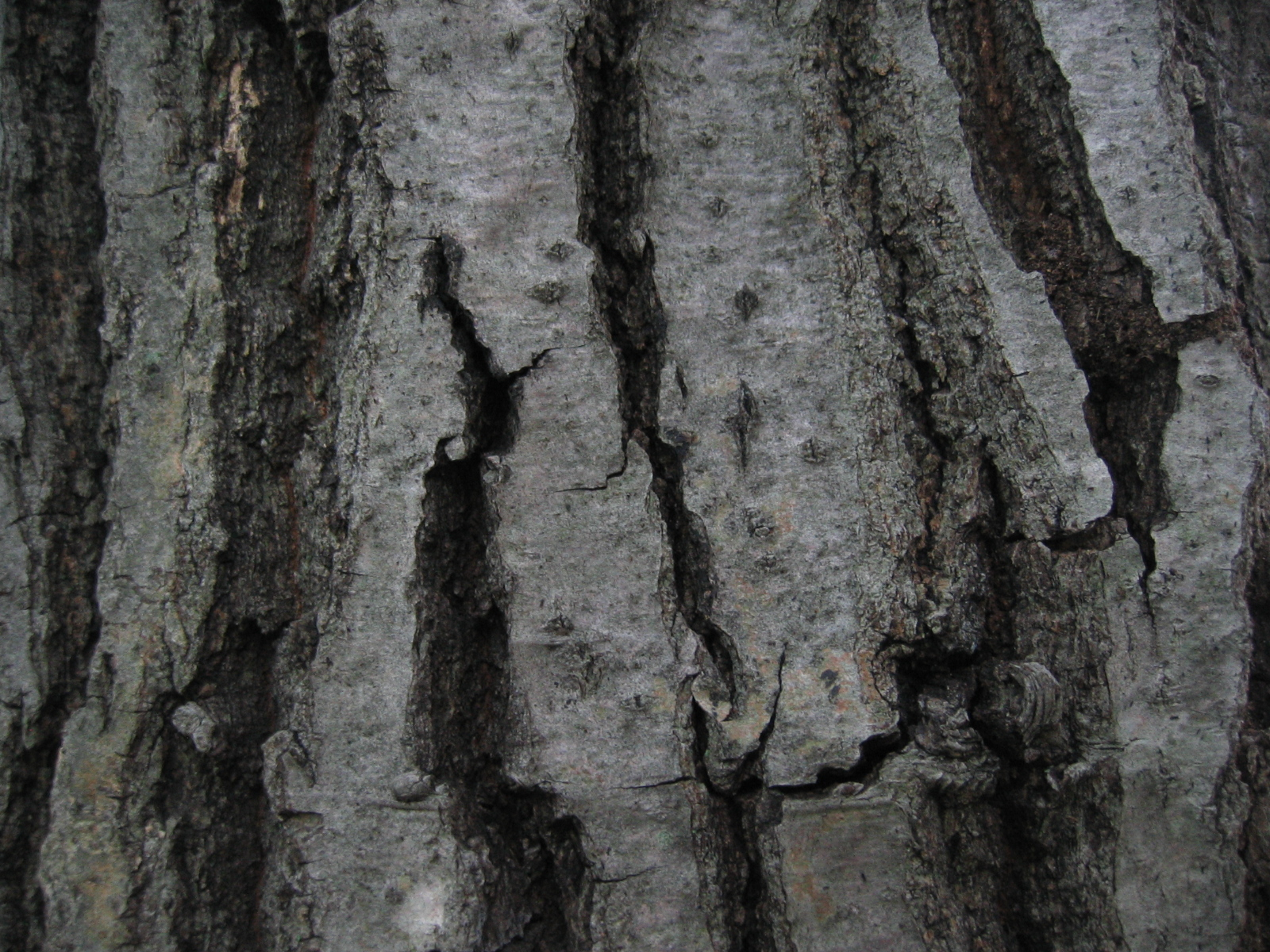
樹皮
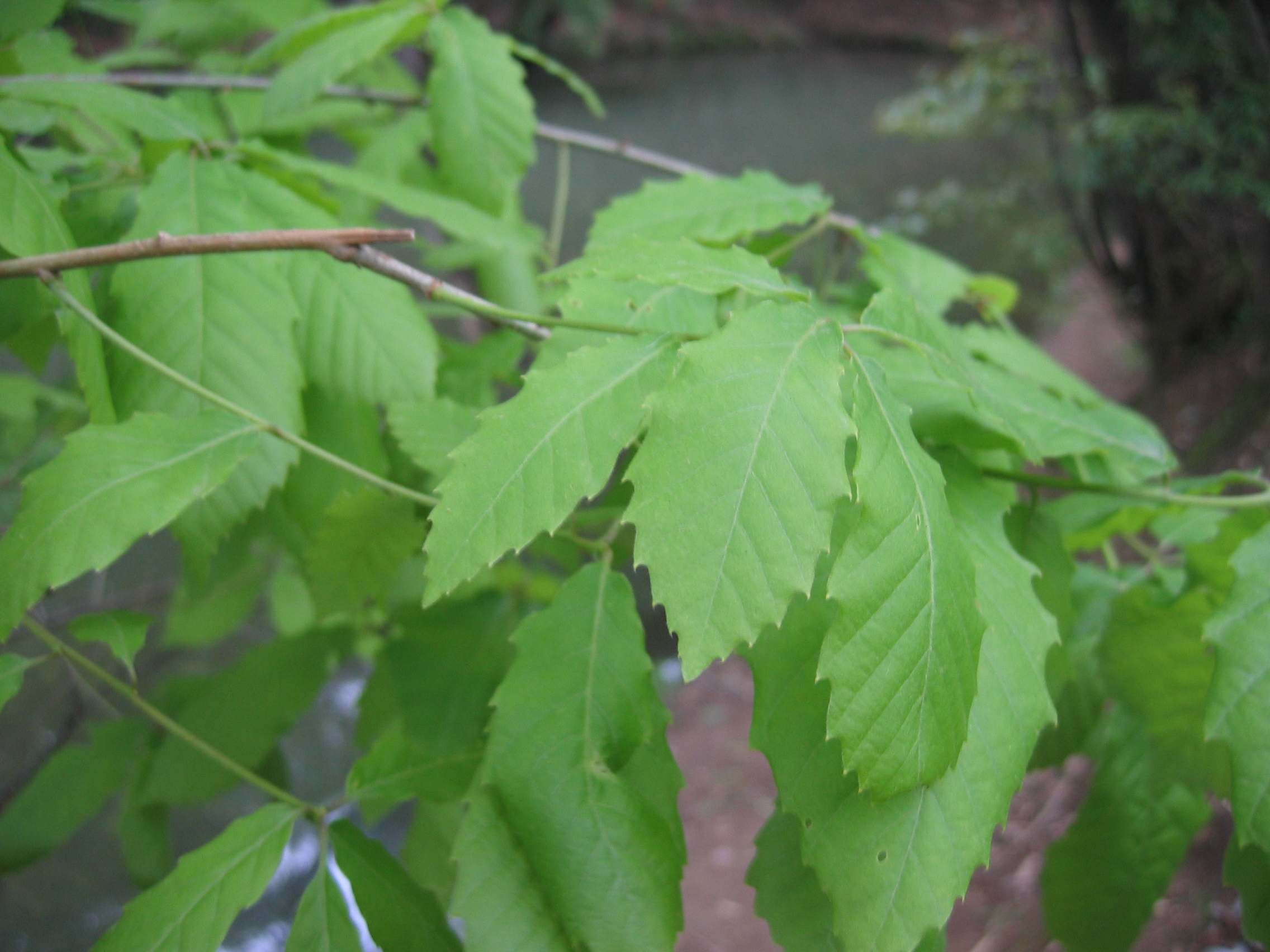
若葉
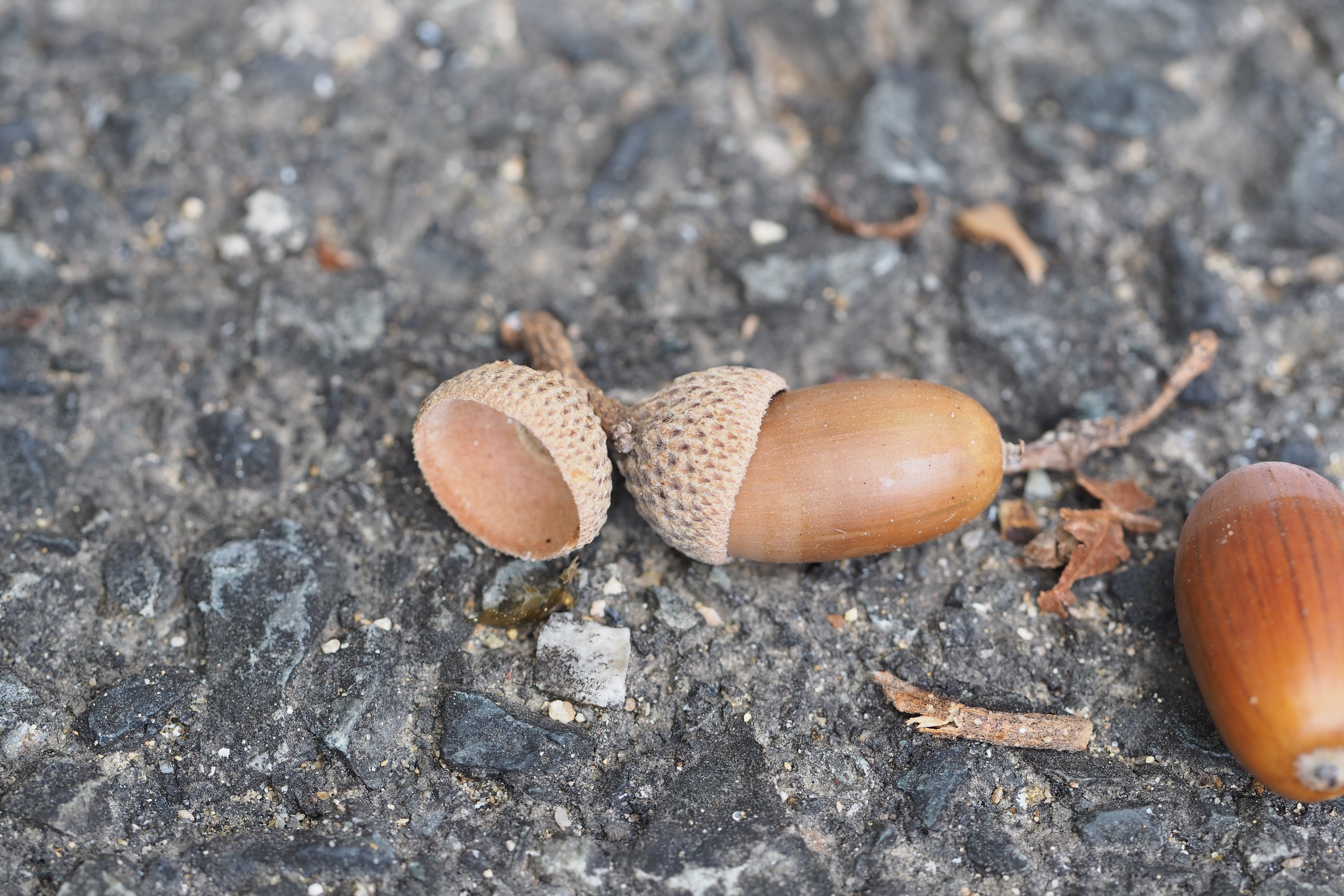
コナラのドングリ。殻斗は鱗状の模様
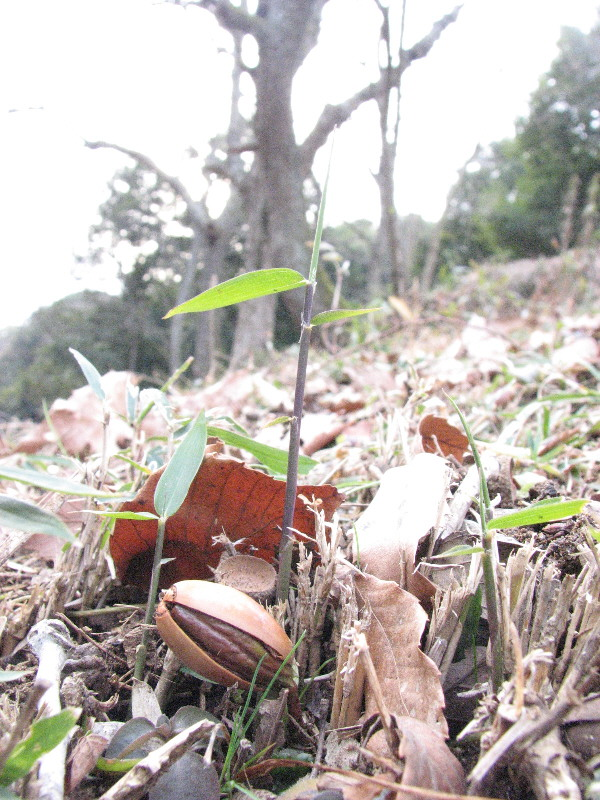
発芽時に根だけ伸ばして冬を越す個体が多い（1月撮影）
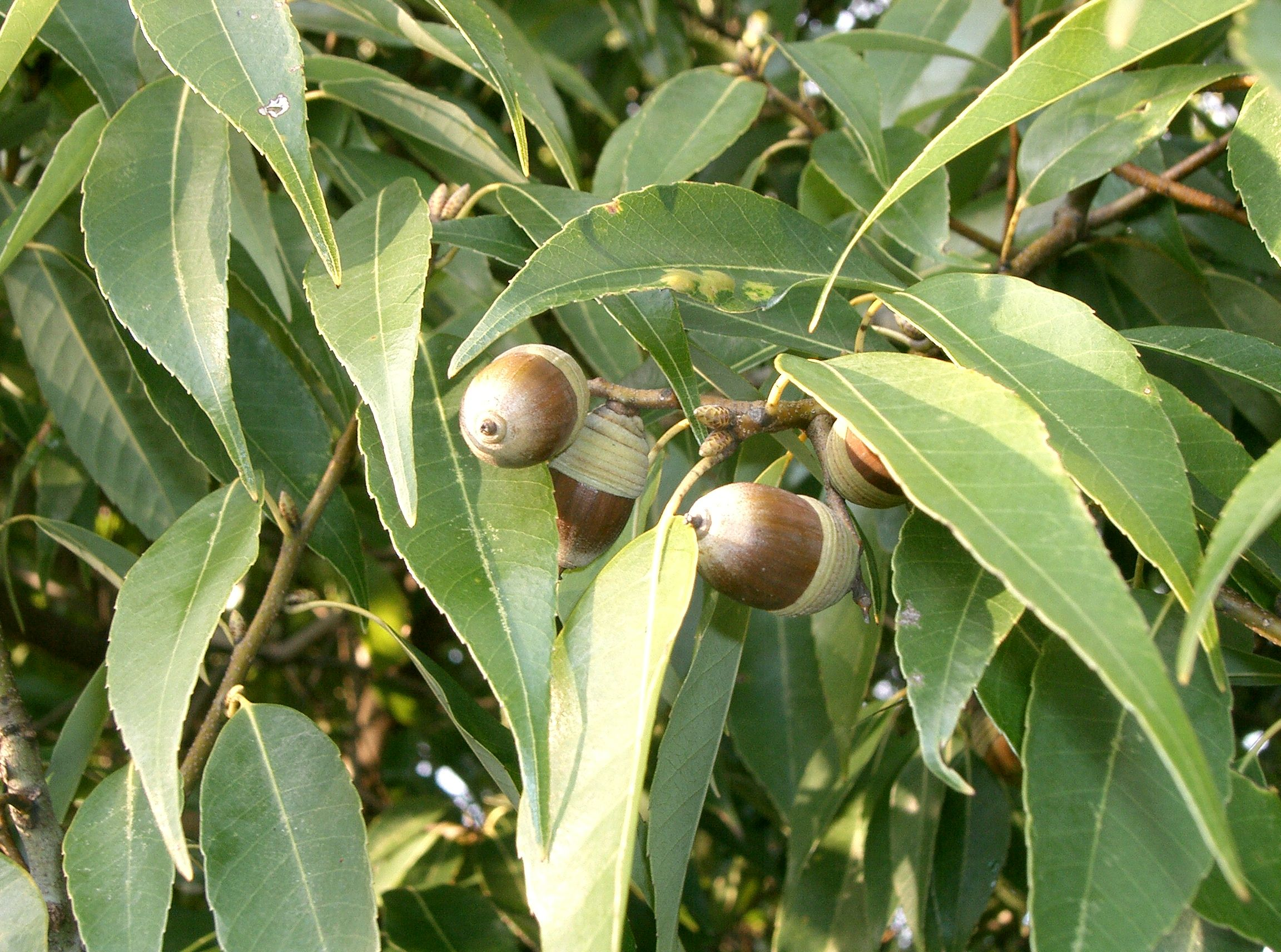
参考：シラカシのドングリ。殻斗は環状の模様

## 生態
他のブナ科樹木と同じく、菌類と樹木の根が共生して菌根を形成している。樹木にとっては菌根を形成することによって菌類が作り出す有機酸や抗生物質による栄養分の吸収促進や病原微生物の駆除等の利点があり、菌類にとっては樹木の光合成で合成された産物の一部を分けてもらうことができるという相利共生の関係があると考えられている。菌類の子実体は人間がキノコとして認識できる大きさに育つものが多く、中には食用にできるものもある。土壌中には菌根から菌糸を通して、同種他個体や他種植物に繋がる広大なネットワークが存在すると考えられている。外生菌根性の樹種にスギやニセアカシアが混生すると菌根に負の影響を与えるという報告がある。土壌の腐植が増えると根は長くなるが細根が減少するという。
コナラはいくらか豊凶があるがブナやミズナラほどではないとされている。初夏に落下した雄花の数から豊凶を予測する方法が提案されており、ブナほど相関は高くないが実用に耐える予報を出せるという。
花は地味なものであり、花粉は風媒（英: anemophily）される。風媒花はシダ植物の胞子散布の様で原始的な花だと思われることもあるが、ブナ科やイネ科は進化の末にこの形質を獲得したとみられている。
種子は重力散布型であるが、動物の影響も大きい。ドングリの中でもタンニンを特に多く含み、渋くて食べにくく、実際に有毒である。ツキノワグマやイノシシは唾液中にタンニンを中和する成分を持ち、しかもタンニンが多い種類のドングリを食べる時期だけ中和成分を増加させることが報告されている。一般にミズナラの発芽にはネズミが地中にドングリを埋めるという貯食行動によるものが大きいと見られている。ネズミがドングリをその場で食べるか、貯食するかは周囲の環境の差も大きい。ネズミもタンニンに耐性を持つが、常に耐性を持っているのではなく時期になると徐々に体を馴化させて対応しており、馴化していない状態で食べさせると死亡率が高いという。イノシシが家畜化されたブタは例外として、その他のウシやウマなどではドングリ中毒（英:acorn poisoning）というのも知られている。
菌根の種類、花粉の媒介、種子の散布様式という3つの事象は独立して進化してきたように見えるが、連携して進化してきたのではないかという説が近年提唱されている。外生菌根、風媒花、重力散布（および風散布）はいずれも同種が密集する状況ほど有利になりやすい形質であると考えられている。
ドングリは昆虫の餌にもなっており、種子の死亡率としては動物以外にこちらも大きい。北海道における観察例ではクリシギゾウムシなどのシギゾウムシ類と、ハマキガ類が殆どである。この年の虫害率は全種子の8割、虫害による死亡率は同7割であった。虫害を受けても完全に死ぬわけでなく一部は生存し発芽もするが、実生はやや小さいという。野外ではたいていのドングリは虫害を受けているため、これに対するネズミの反応も調べられている。ヒメネズミでの実験では完食する場合は健全堅果の方を好むが、虫害果も食べないわけではない。巣へ運ぶ個数などは雌雄差が見られた。
コナラのドングリにはコナラシギゾウムシなどのシギゾウムシ類、ハイイロチョッキリ、ハマキガ科の蛾類、タマバチ類、クリノミキクイムシなどが産卵する。ドングリが成熟するより少し前にドングリのついた小枝が落ちているのは、往々にハイイロチョッキリによるものである。
ドングリは秋に地上に落ちるとすぐに根を伸ばし、春先には本葉を展開させる。形態節のように地下性の発芽様式をとり、子葉は地中のドングリ内に残る。ネズミは地下に残る子葉目当てに、掘り起こして捕食することがあり、初夏までの死因はこれが多いという。時期、および過度な掘り起しが起きなければ子葉の捕食自体は致命的でない場合もあると見られ、大きい種子を付けることで実生から遠ざけ子葉に誘引する生存戦略なのではという説もある。前述のように虫害でも種子内部が完全には捕食されずに生き残る例が知られている。
種子は落下後すぐに根を伸ばす性質から埋土種子や土壌シードバンクは形成しないと見られている。
年間の成長は生育期間中にゆっくり長く続くタイプであるという。側枝の成長は先発枝タイプ（英：proleptic branch）である。コナラでは夏に伸ばす土用芽（英:lammas shoot）がしばしば観察され、夏に何度も芽を伸ばす。日本のブナ科樹木ではコナラが最も土用芽を付けるといわれる。
モミ、ツガ、イヌブナ、一部のシデ類などと同じく生態学者の吉良竜夫が考案した暖温帯落葉樹林（別名：中間温帯林）に出現する代表的な樹木の一つだと見られている。ただし、中間温帯は研究者によって賛否両論分かれる考え方である。

### ナラ枯れ
ナラ枯れ（ブナ科樹木萎凋病、英：Japanese oak wilt）は、本種をはじめ全国的にブナ科樹木の枯損被害をもたらしている病気である。原因は菌類（きのこ、カビ）による感染症であることが、1998年に日本人研究者らによって発表され、カシノナガキクイムシという昆虫によって媒介されていることが判明した。ミズナラやコナラはこの病気に対して特に感受性が強く、枯損被害が全国的に発生しており大きな問題になっている。

## 分布
日本の北海道・本州・四国・九州、南千島、朝鮮半島に分布する。日本では山野の雑木林に多く見られ、クヌギと共に雑木林を構成する代表的な樹種である。武蔵野の雑木林の主要樹種でも知られる。ミズナラよりも低地に多く、本州では標高1000メートル (m) までとなっている。

## 人間との関係

### 木材
硬く重い木材で、気乾比重は平均0.8程度だが、成長の良い良材ほど重くなる。ミズナラは気乾比重0.7程度であることから、コナラは若干重くむしろクヌギに近い。道管の配置による分類は環孔材（英：rings porous wood）であり、年輪はよく目立つ。辺材部は紅色を帯びた淡褐色で、心材はくすんだ褐色である。柾目にはトラのような模様（いわゆる杢）が現れ、これが美しいと評価されることが多い。ナラ類の杢は「虎斑」、「虎斑杢」、また見る角度によっては光の反射具合が異なり銀色に見えることから「銀杢」とも呼ばれる。乾燥は難しく反りやすい 。環孔材なので塗料の乗りは良好。これらの特徴の多くはブナ科コナラ属に共通するものである。
ミズナラと違い大径材は少なく、建材はもとより家具材としての利用も少ない。主な用途は薪炭及びキノコの原木栽培の原木・菌床栽培用のおが粉培地である。コナラは萌芽能力が高く、20年前後毎に何度も収穫可能であることから、これらの用途としては非常に優れている。
人里近くに生えること、硬く重い木材で火持ちがよく、薪や木炭として非常に優秀である。燃料用、特に木炭の場合はクヌギを除いた落葉樹ブナ科樹木を総称して「ナラ」と呼ばれることが多い。木炭の場合は殆どの場合黒炭に加工される。高級木炭であるクヌギの菊炭やウバメガシに代表されるカシ類の備長炭（白炭）に比べると値段も手ごろで、ホームセンターなどでも手に入れることができる。ナラ黒炭の主要産地は北日本で、岩手県と北海道である。岩手県では北部の久慈市など、北海道では道東および道南の森町などを中心に生産されている。統計上は分からないが、いずれの産地のものにはいくらかコナラやカシワなどが混じっているとみられる。

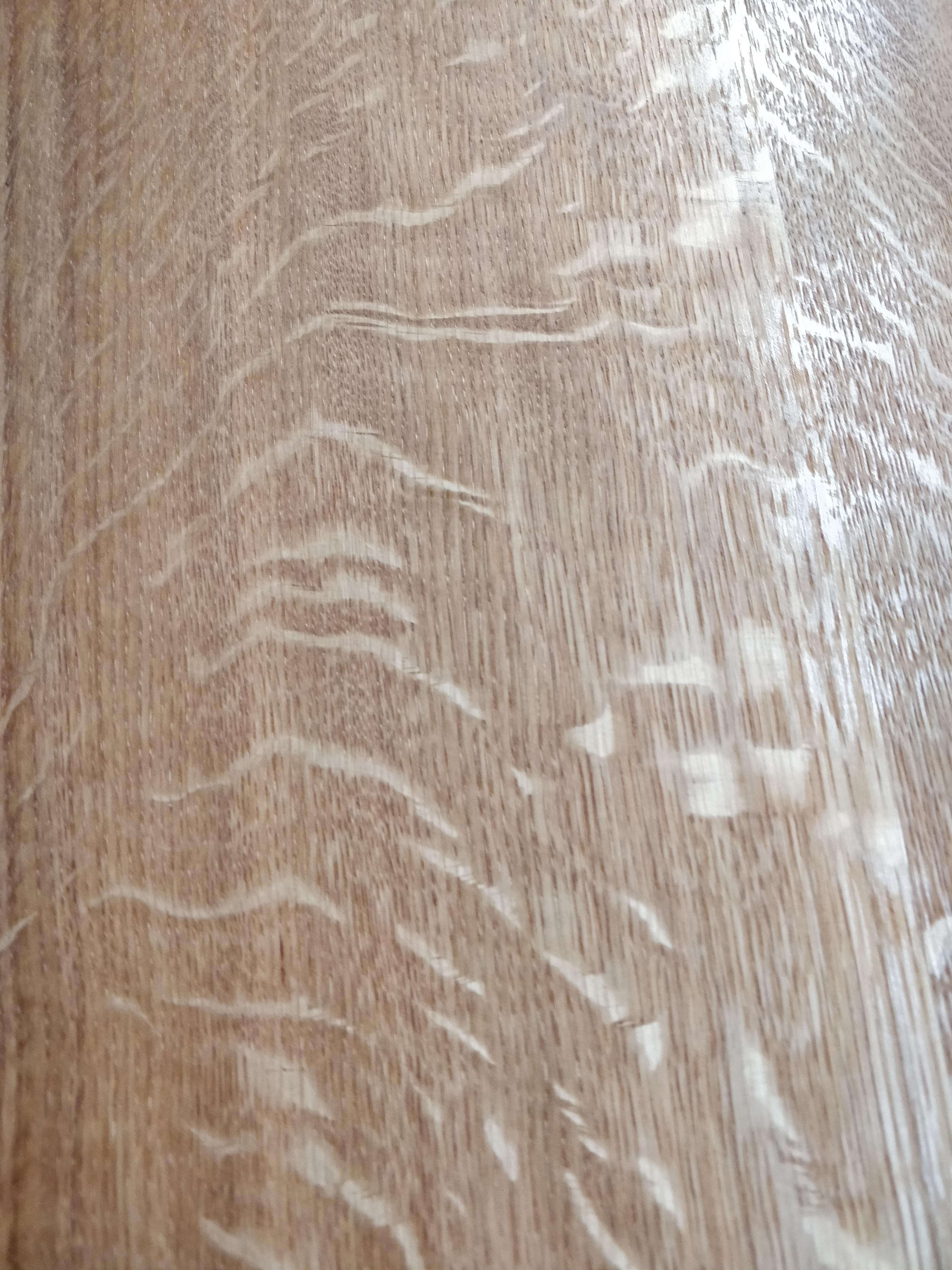
参考：ナラ類にはしばしば現れるトラのような模様（ニス掛け有）
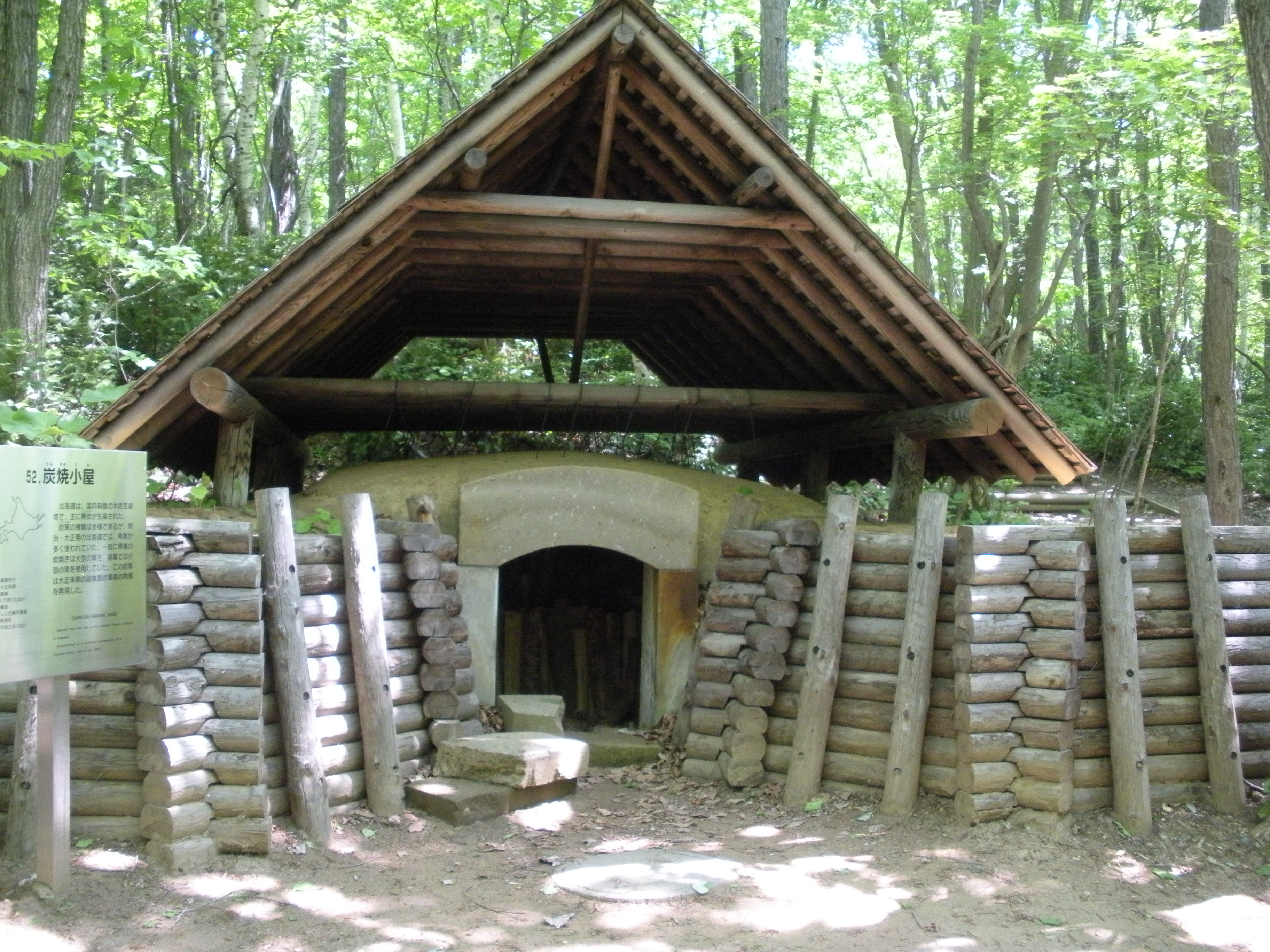
開拓使の炭窯（北海道、再現品）
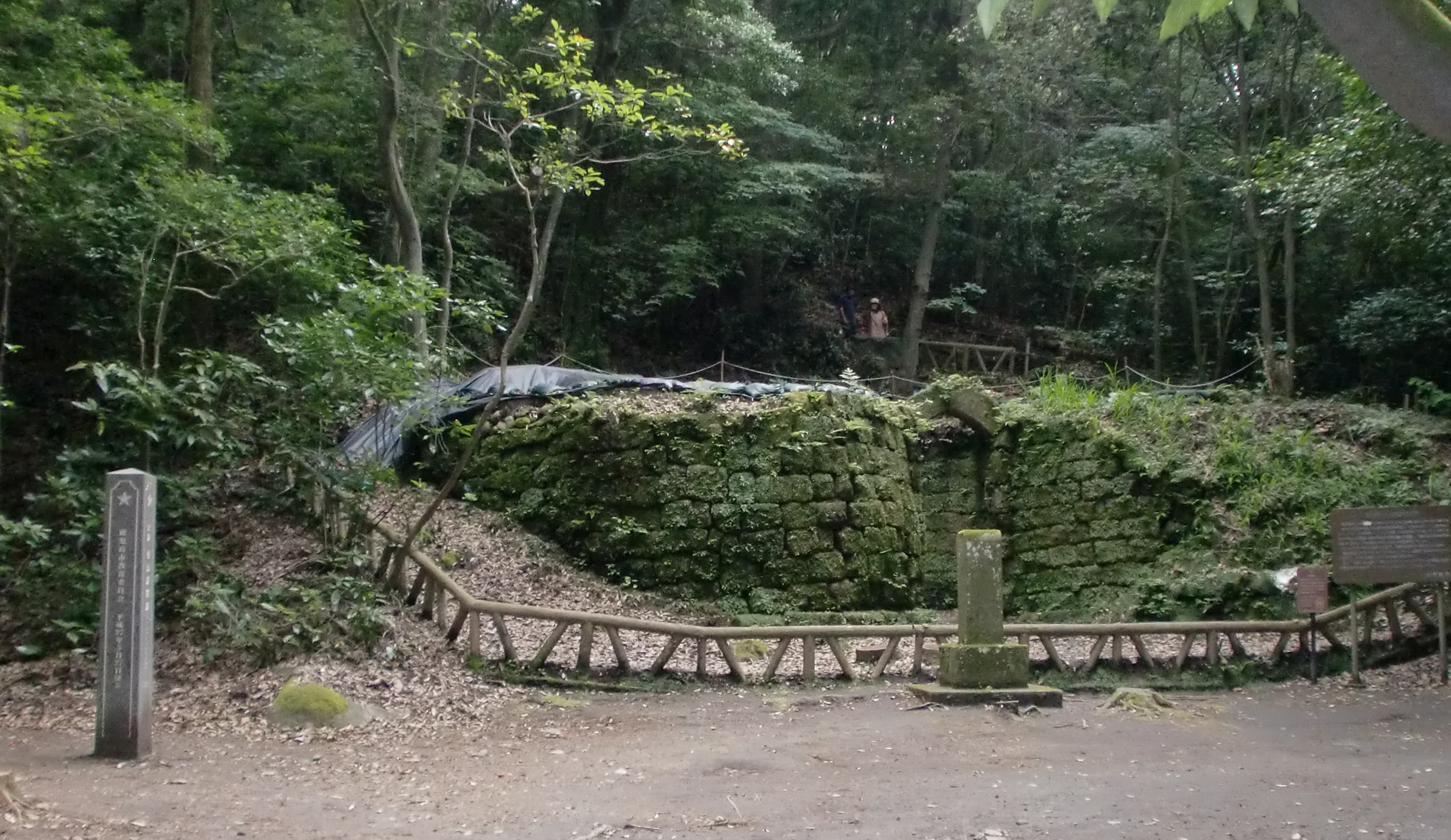
寺山炭窯跡（鹿児島県鹿児島市）
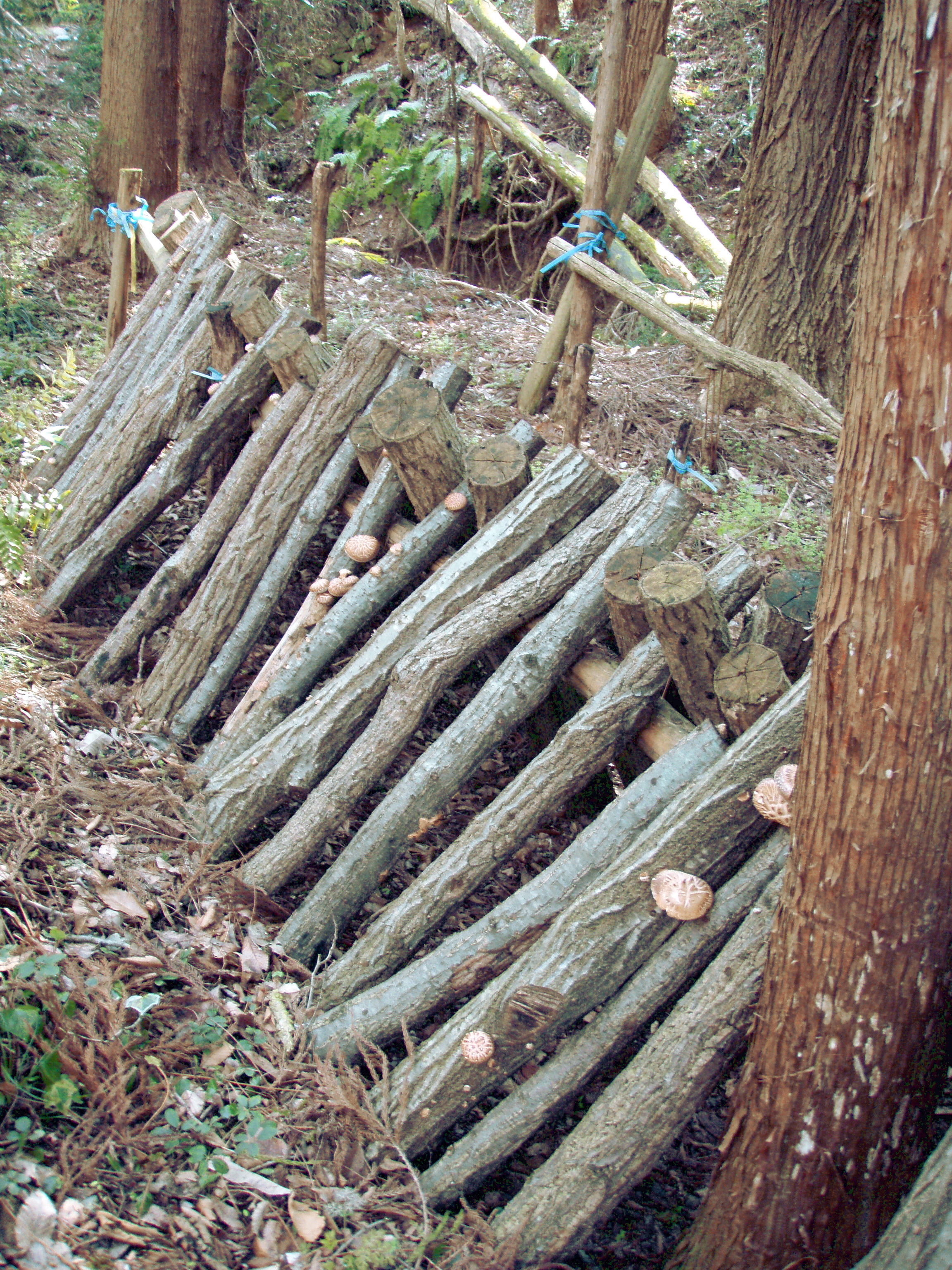
シイタケの原木栽培

### 食用・薬用
堅果（ドングリ）の部分を食用にできるが、灰汁が多くミズナラやクヌギなどと共に大変な部類に入る。前述のように一部の動物の場合はタンニン結合性の唾液を分泌するなどの適応が見られるが、動物でも種類によっては中毒する場合もある。ヒトが食べる場合は灰汁抜きが必須である。縄文時代の遺跡からはミズナラのドングリがしばしば見つかるほか、山間部では20世紀になっても食べられており灰汁抜きの技術が伝承されていた。灰汁が比較的少ないシイ・カシのドングリが水にさらすだけで食べられるのに対し、ナラ類のドングリは煮る灰汁抜きが多い。
外生菌根を形成することからコナラ林には菌根性のキノコがよく発生する。マツタケはアカマツの純林以外に、アカマツとコナラの混交林でも取れることが知られている。木材腐朽菌もよく生え、中には食用にできるものもある。コナラを使って栽培できるキノコは多い。
コナラ原木の主要生産地は福島県だったが、2011年の福島第一原子力発電所事故による放射性物質の汚染により影響が出た。原発事故後に萌芽更新したコナラを分析すると、半減期の長い核種であるセシウムの濃度は枝や葉で高く、幹は低いという。ただし、幹の汚染が高い原木が混ざる事例も報告されている。事故から10年以上が経ち、セシウムは殆どが土壌中に留まり、一部が樹木と土壌の間を循環している状態だという。ナラ枯れ被害木はナガキクイムシが持ち込んだ雑菌で汚染されており、シイタケ原木として使うと子実体発生量は著しく少なく不適だという。
コナラ属の枝や葉にできる虫こぶ（英:oak apple、もしくはoak gall）にはタンニン類が豊富に含まれる。西アジアから地中海沿岸に分布するQuercus infectoria（和名未定）にタマバチ科の蜂が寄生してできる虫こぶは「没食子」と呼ばれ、タンニン酸（英:tannic acid）や没食子酸（英:gallic acid）を特に多く含むことが知られており、インクや塗り薬として古くから利用されてきた。没食子は正倉院の宝物の一つともなっており、当時の日本が中東方面と交易していたことがうかがえる。なお、タンニン類は生態節の通り動物には有毒でヒトも例外ではない。近代医学において、タンニン酸は一時期腸管のバリウム造影剤の補助剤として使われたが、致命的な劇症肝炎を稀に発症することがあり使用が禁止された。また、抗癌性と発癌性のいずれも確認されているという。毒性の強いのはタンニン酸よりも没食子酸の方なのではないかという説もある 。なお、タンニン酸にはコナラ属由来ではなくウルシ科由来のものもあり、「五倍子」などと呼ばれ漢方で古くから使われている。

### 昆虫の集まる木として
シイ・カシ類、クヌギなどと共に人里近くの平地では最も一般的なブナ科樹木であり、樹液に集まるカブトムシやクワガタムシ、オオムラサキ、スズメバチなどと共にコナラの名前が挙がることが多い。

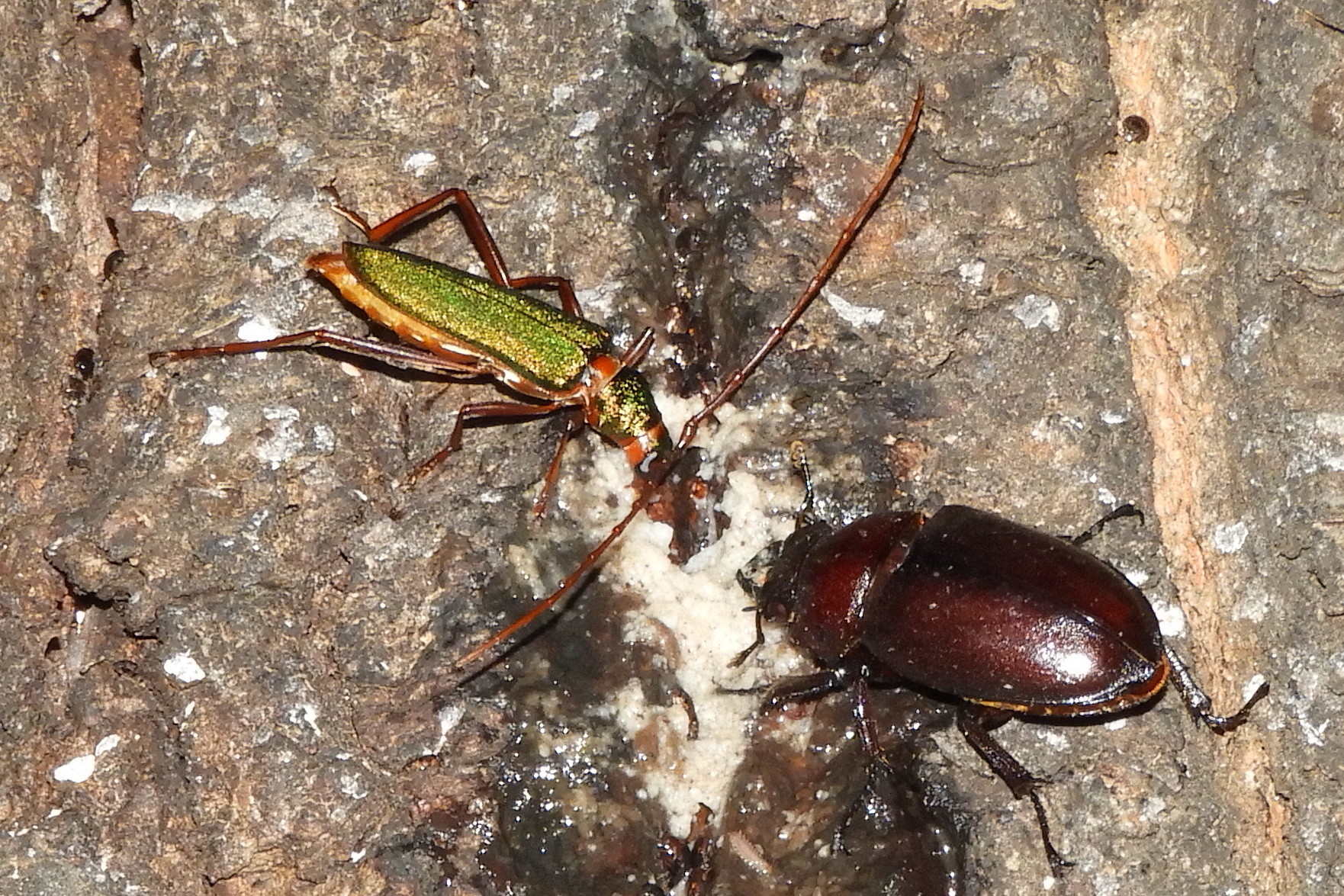
樹液に集まるアカアシアオオオカミキリとノコギリクワガタ

### 花粉症
症例は少ないとされるが、花粉症の一種で、コナラ属花粉症（英:oak polinosis）というものが報告されている 。

### 染料
樹皮・果実・葉は染料に使られる。葉を集めると腐葉土を作ることができ、このような点も人里近くで重用された一因となっている。

### 象徴
コナラの花言葉は、「勇気」「快活」である

### 著名なコナラ
- 帝釈始終のコナラ（広島県庄原市東城町帝釈始終） - 広島県指定天然記念物。幹周7.4 m、樹高28 m、樹齢推定500年。日本最大のコナラの個体で、2本の合体木と考えられている。[55][56]

## 分類学上の位置づけ
コナラ属内の分類は従来形態的特徴に基づき、殻斗の模様が鱗状のものをコナラ亜属（Subgen. Quercus）、環状のものをアカガシ亜属（Subgen. Cyclobalanopsis）と分けられてきたが、遺伝子的な系統に基づく他の分類が幾つか提唱されている。総説にDenk et al.（2017）がある。

### 亜種変種
- フモトミズナラ (Quercus serrata Murray subsp. mongolicoides) - シノニム (Quercus crispula var. mongolicoides)。ミズナラの変種ともされる。以前はユーラシア大陸産のモンゴリナラ (Quercus mongolica) と同種とされた。研究者により様々な見解が存在し、はっきりしない。
- マルバコナラ（ビワバコナラ）(Quercus serrata var. pseudovariabilis)

### 品種
- シダレコナラ (Quercus serrata f. dependens)
- テリハコナラ (Quercus serrata f. donarium) - シノニム (Quercus serrata var. donarium)
- アオナラ (Quercus serrata f. concolor) - シノニム (Quercus serrata var. concolor, Quercus neostuxbergii)
- ハゴロモアオナラ (Quercus serrata f. pinnata)
- タレハハゴロモアオナラ (Quercus serrata f. pinnatifida)

このほか以下の種との雑種が知られている
- コガシワ (Quercus x takatorensis) - カシワとの交雑種
- チョウセンコナラ (Quercus x maccormickii) - ナラガシワとの交雑種
- オオバコナラ (Quercus x major) - ナラガシワとの交雑種
- ミズコナラ (Quercus x crispuloserrata) - ミズナラとの交雑種